# Тюрбан

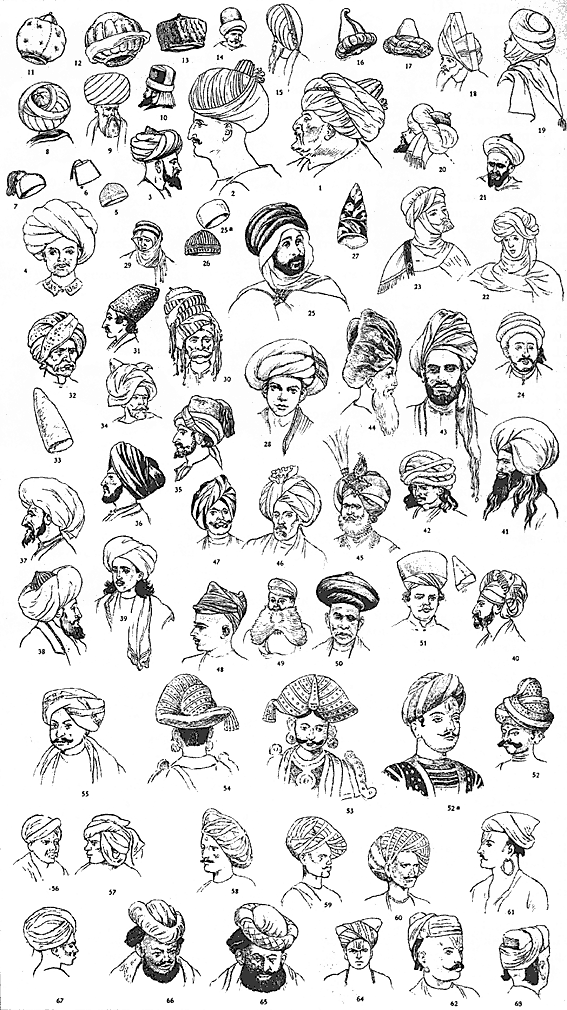
История тюрбана

Тюрба́н (от перс. دولبند‎, dulband) — чалма; мужской и женский головной убор в виде куска ткани, обмотанного вокруг головы, распространённый среди ряда народов Ближнего Востока, Северной Африки, Индии и даже получил небольшое распространение в Европе. 
Тюрбан обычно наматывается на тюбетейку, феску или шапку, шиитское духовенство наматывают чалму на голую голову. Для его изготовления обычно требуется 6—8 метров ткани, но на некоторые виды тюрбанов уходит до 20 метров материи.
Индийские воины ниханги (сикхи-воины) имеют тюрбаны, достигающие 30 кг веса и имеющие большие размеры из-за своего содержимого. Они традиционно скручиваются из тёмно-синей ткани и украшены серебристыми знаками сикхов. Изначально ниханги складывали в тюрбан своё вооружение и вещи, которые им могут понадобиться в походе. Сейчас тюрбаны нихангов имеют преимущественно декоративное или ритуальное значение.
В России этот головной убор можно увидеть на представителях мусульманского духовенства. Востоковеды утверждают, что в мире существовало не менее тысячи способов повязывания чалмы. В современных арабских странах форма, цвет, манеры ношения чалмы весьма разнообразны. У неё различное число складок, узел впереди или сзади, конец свешивается сбоку или на спину.
Все эти нюансы так или иначе свидетельствуют о профессии, возрасте и месте проживания владельца чалмы. В мусульманском мире чалме уделяется особое значение. Объясняется это тем, что её носил сам пророк Мухаммад, рекомендуя своим сподвижникам делать то же самое. В одном из хадисов говорится, что он, читая проповеди в мечети, надевал чёрную чалму, и её конец спускался на плечи.
Хадисы расходятся насчёт сведений о точной длине и цвете этой чалмы. В некоторых хадисах упоминается, что длина чалмы пророка составляла 7 локтей, то есть примерно 2,5—3 метра. Рассказывают, что свою любимую чалму пророк подарил своему сподвижнику — зятю и двоюродному брату Али.
Головной убор в Палестине состоял из чалмы (иуд.-арам. כומתא‎, ку́мта), сделанной из платка.

## Галерея

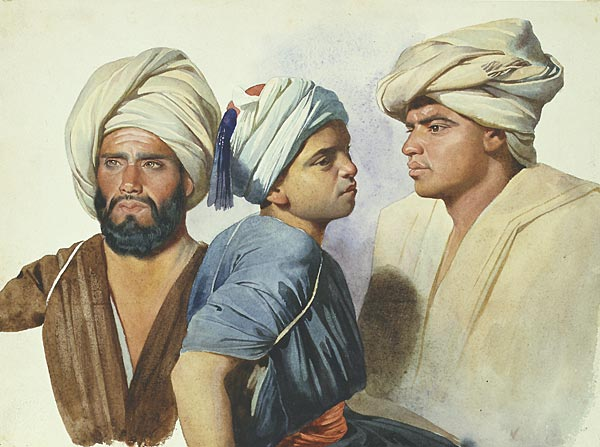
Глейр, Марк Габриэль Шарль. Феллахи
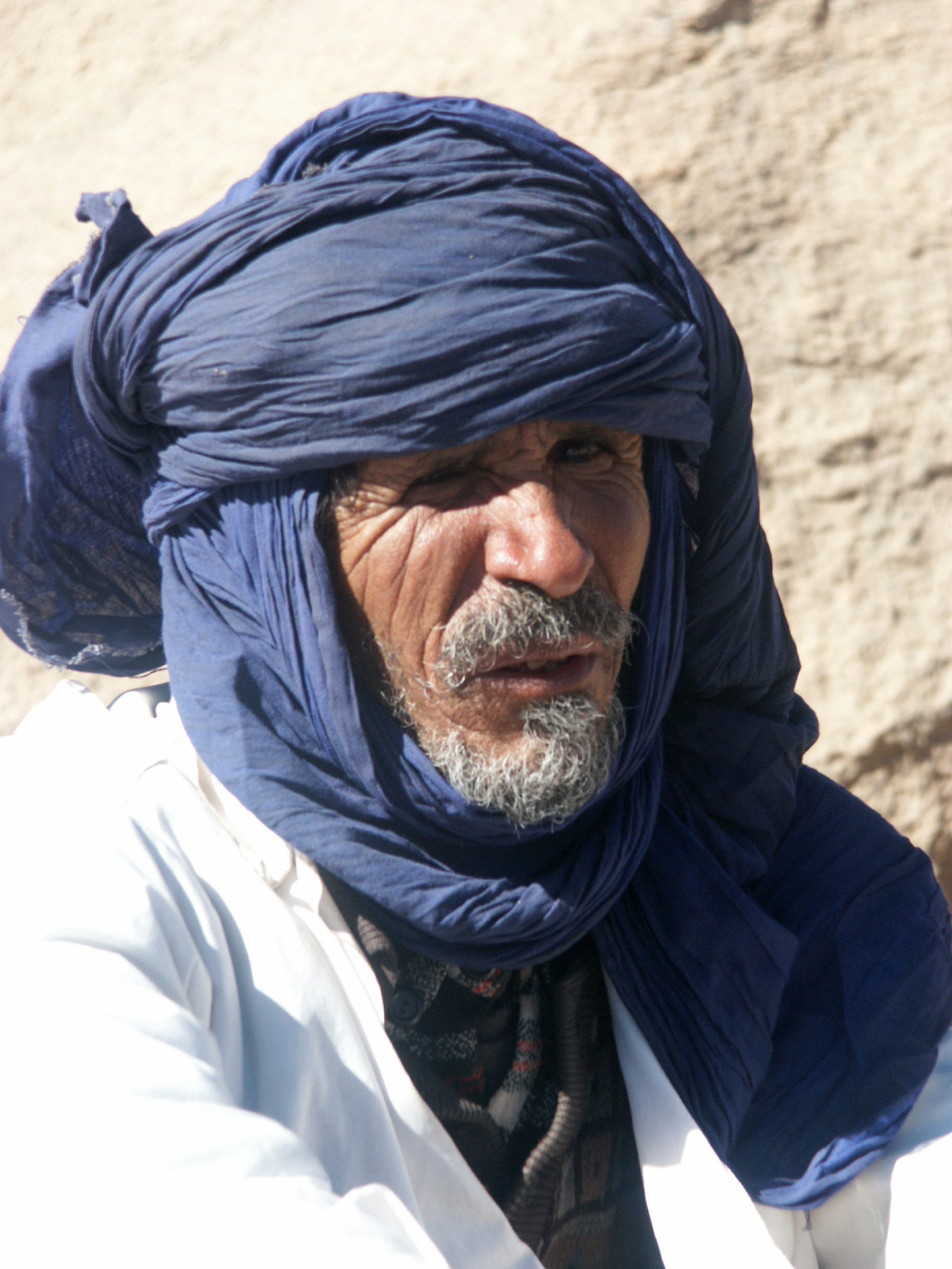
Туарегский тюрбан
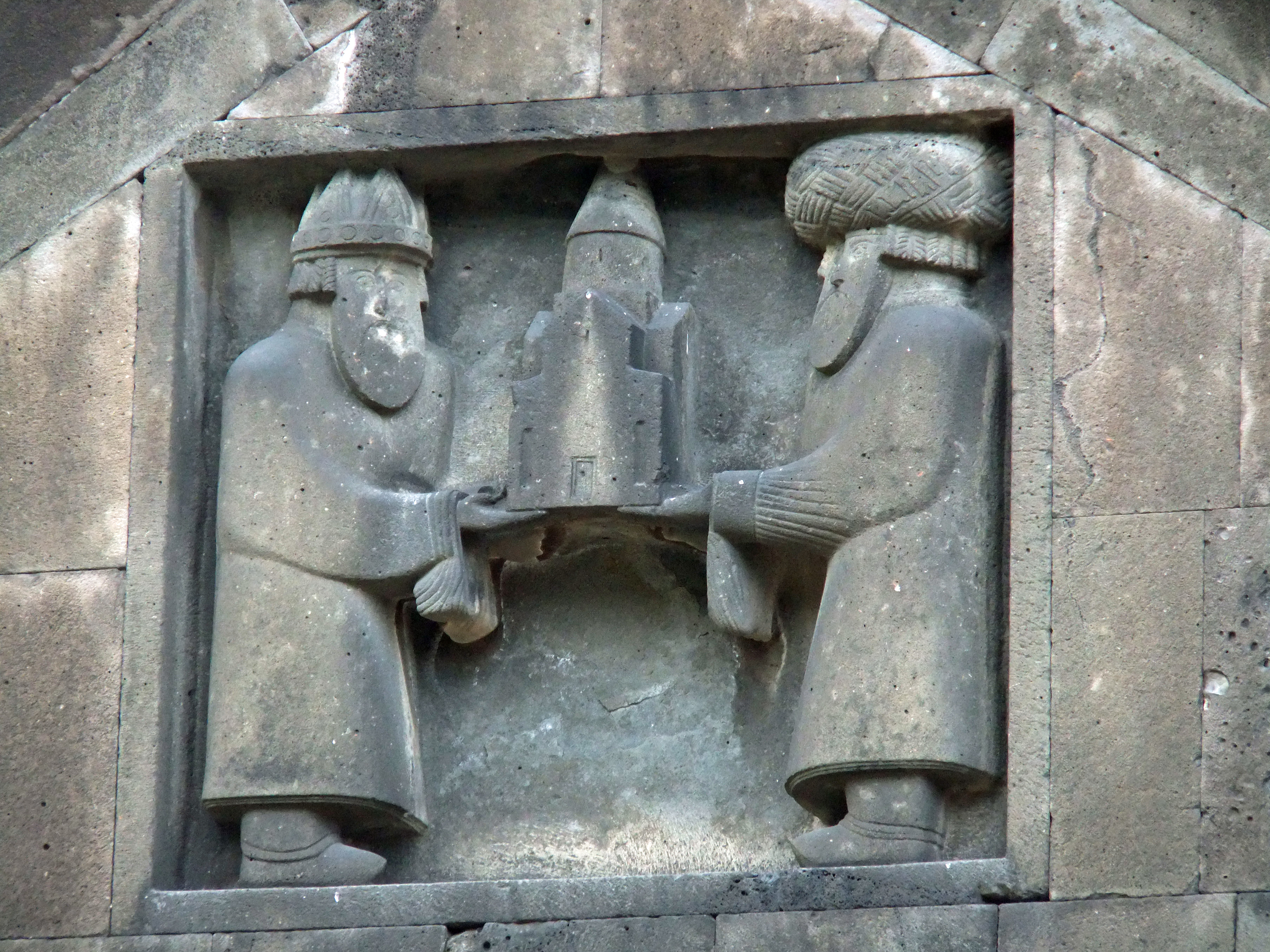
Царь (шахиншах) Армении Смбат II (справа) в тюрбане (X век)
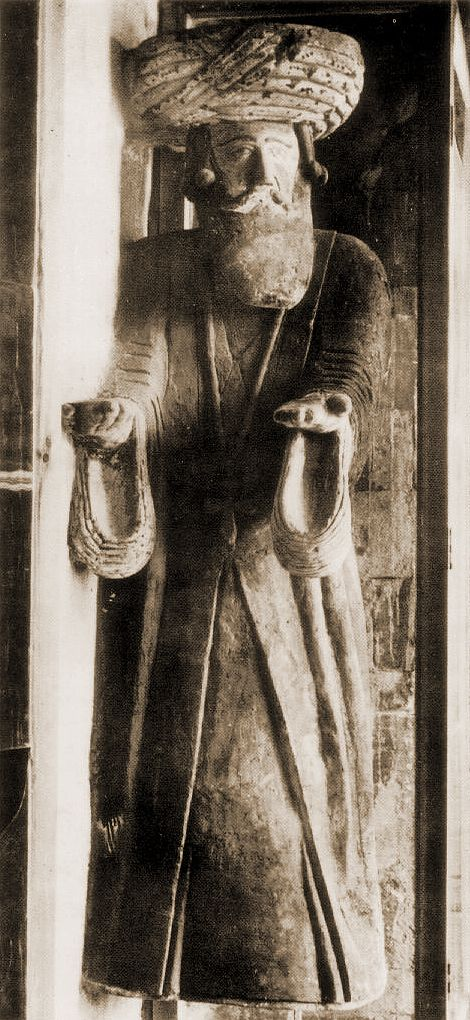
Шахиншах Армении Гагик I в тюрбане (X—XI века)
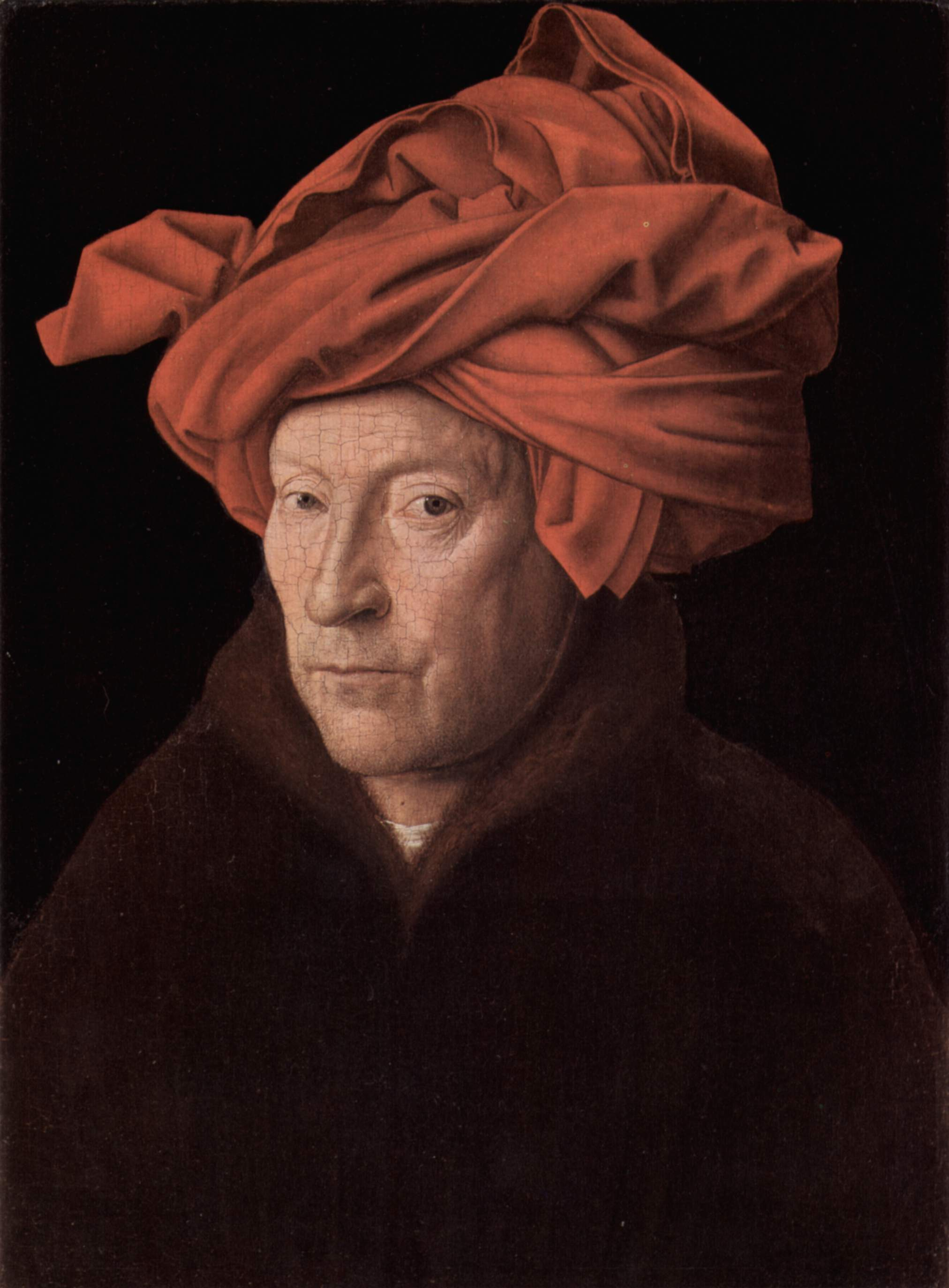
Итальянский шаперон по моде XV века
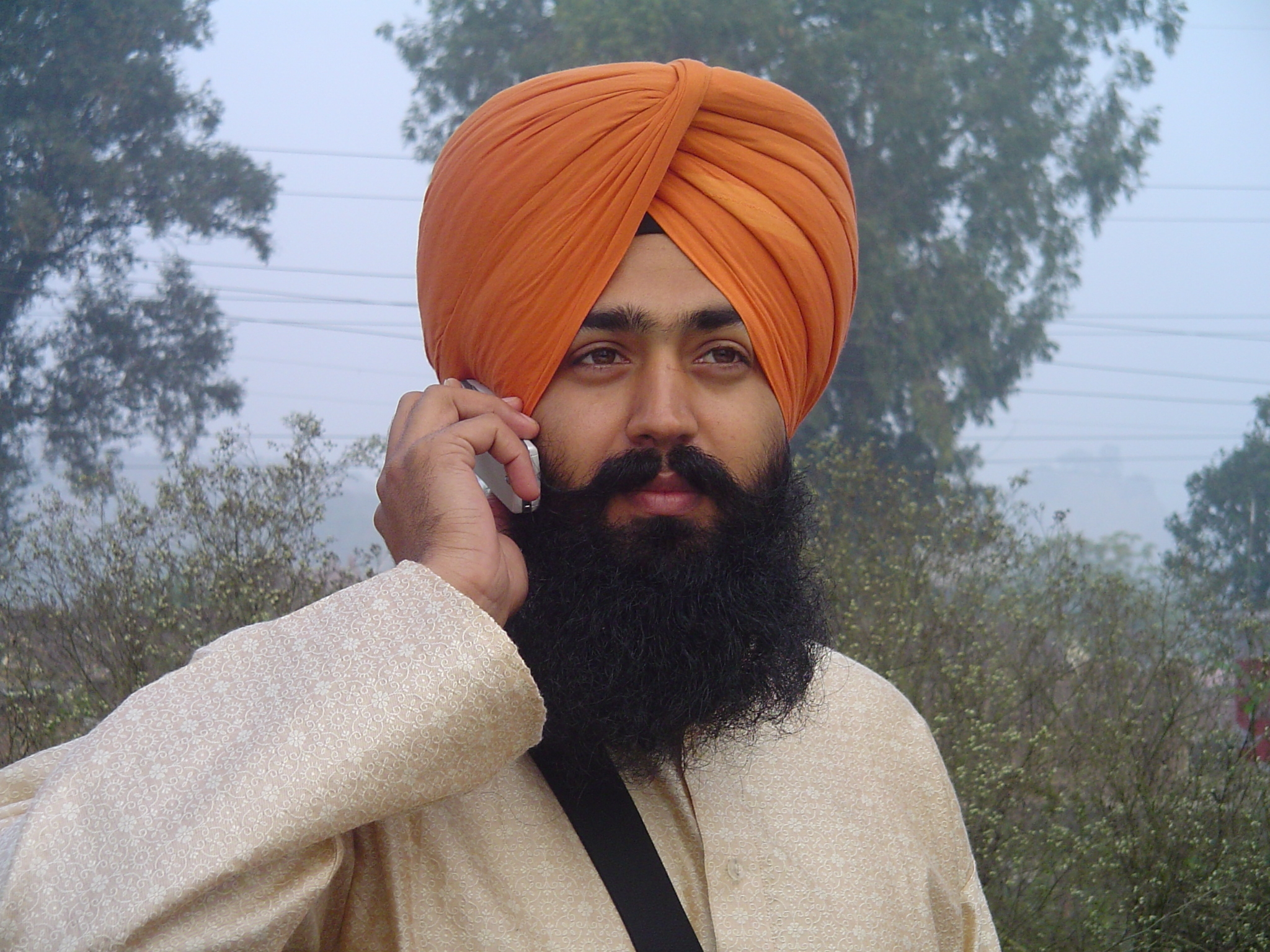
Сикхский тюрбан (дастар)
Ниханг в тюрбане
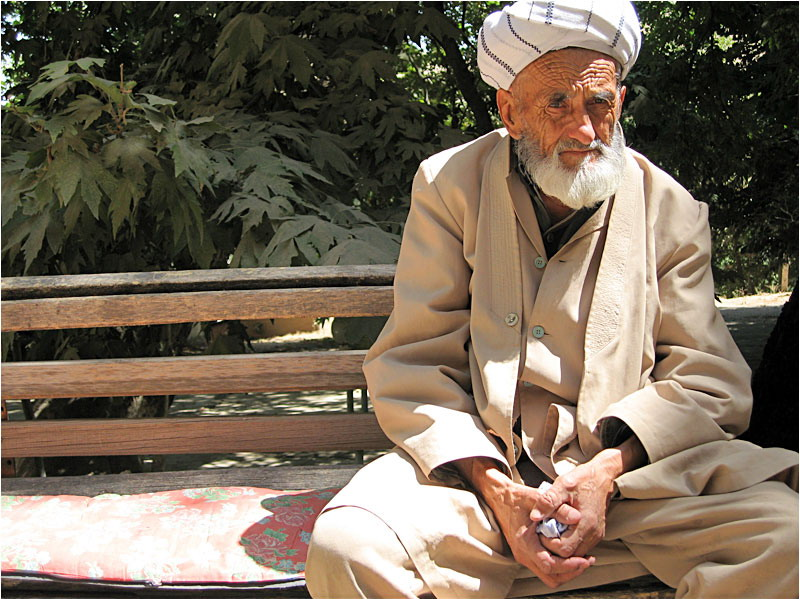
Узбекская чалма
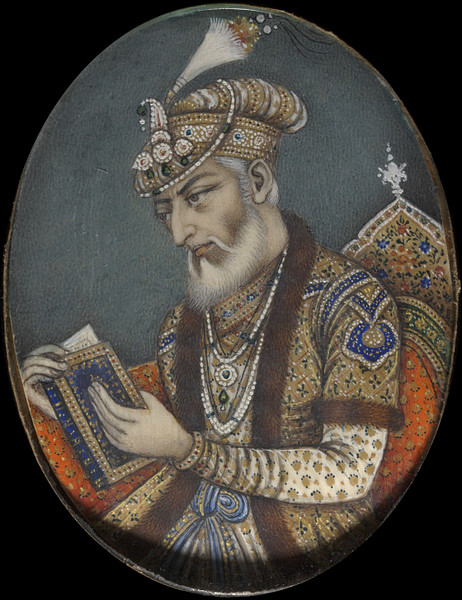
Могольский император Аурангзеб в тюрбане с украшениями
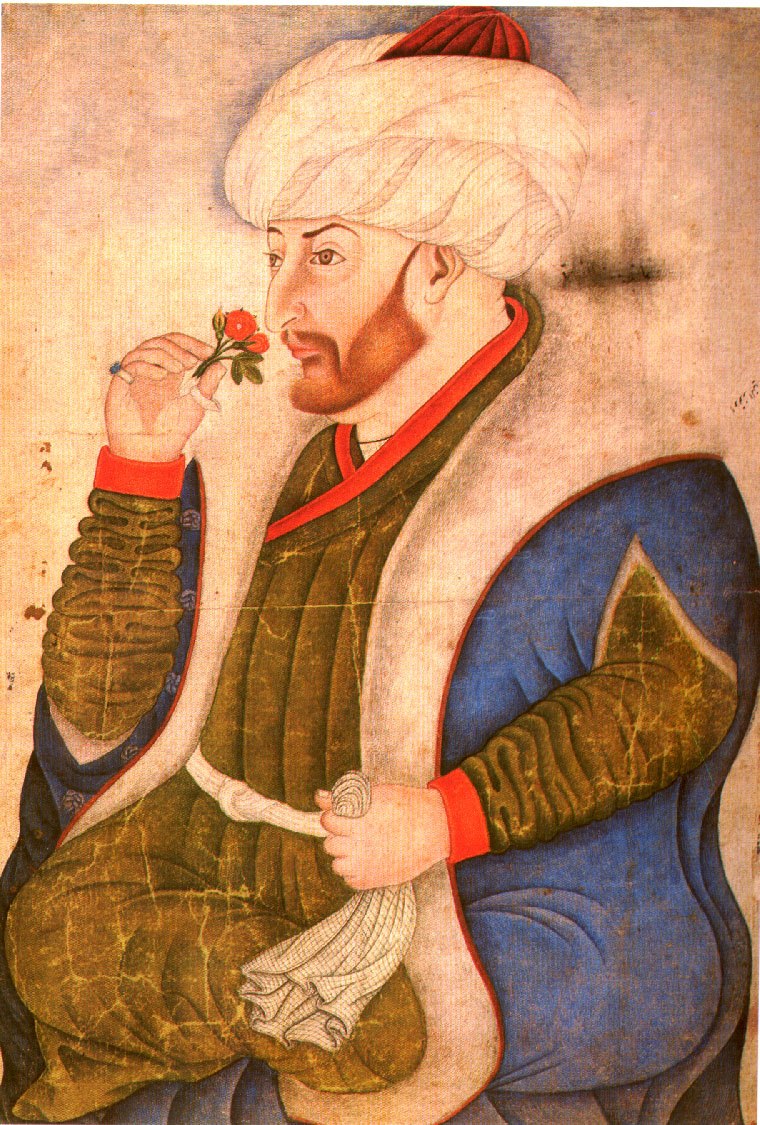
Султан Мехмед II, в тюрбане
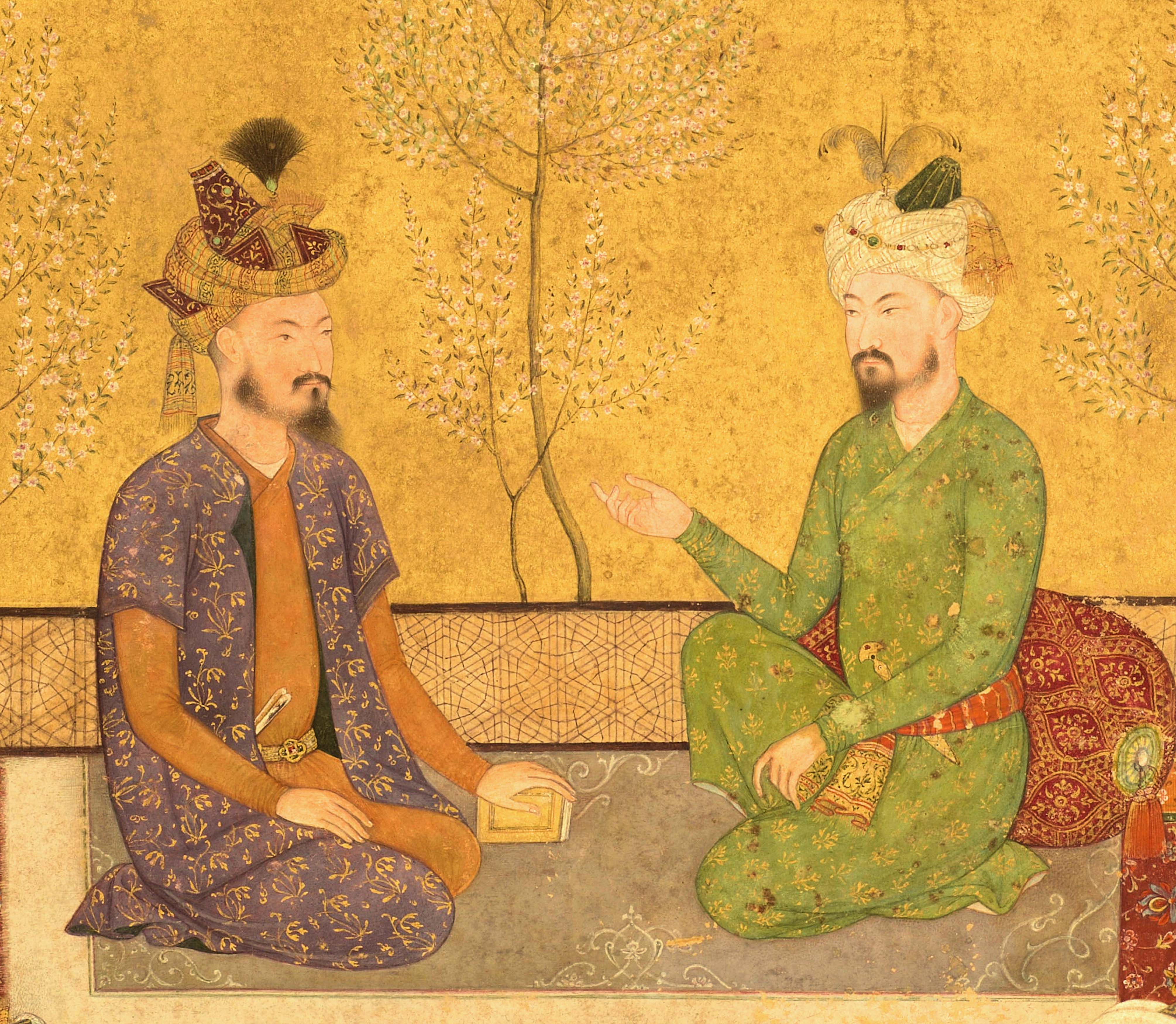
Могольский император Бабур и его наследник Хумаюн в тюрбанах
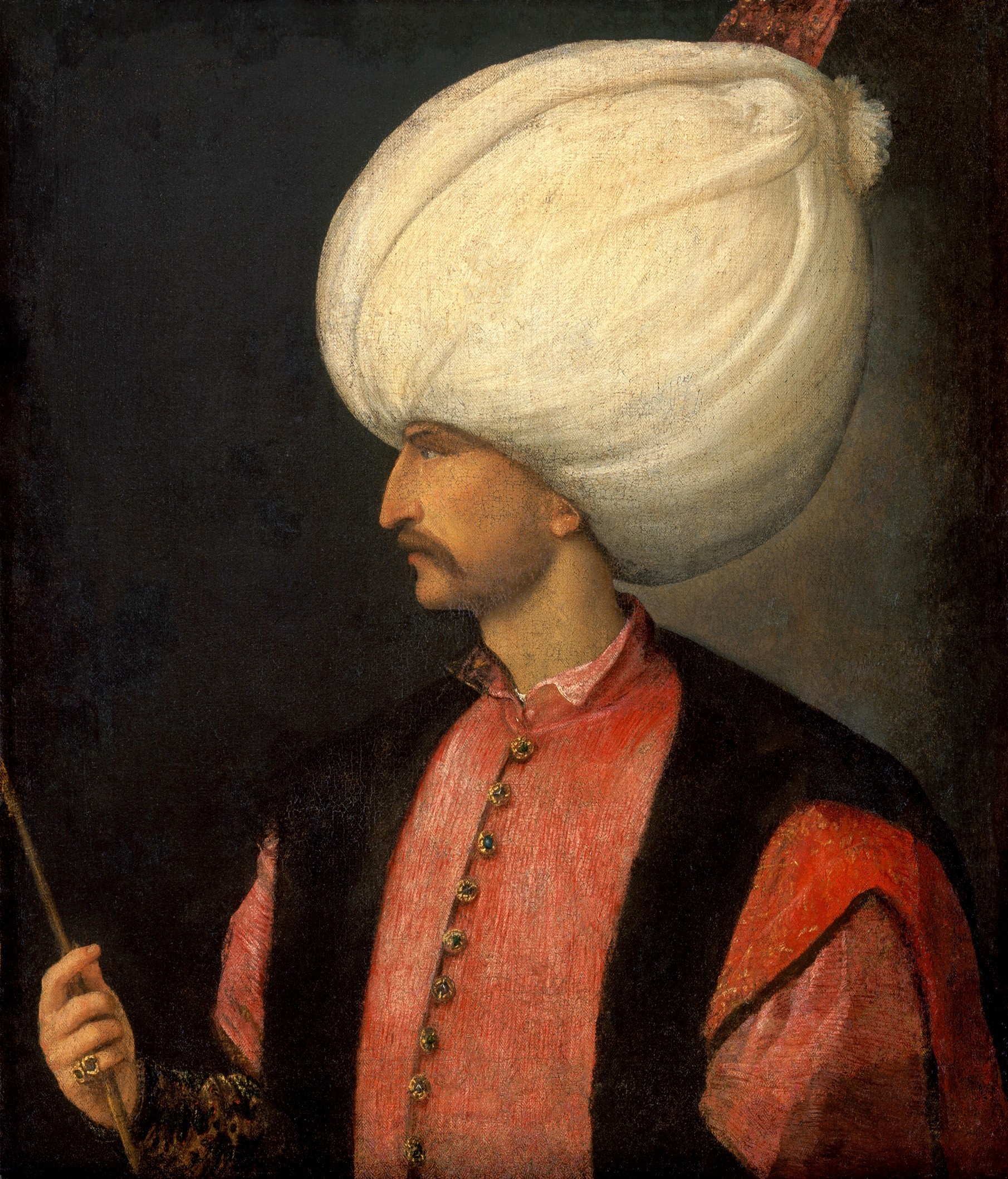
Сулейман I в большом тюрбане
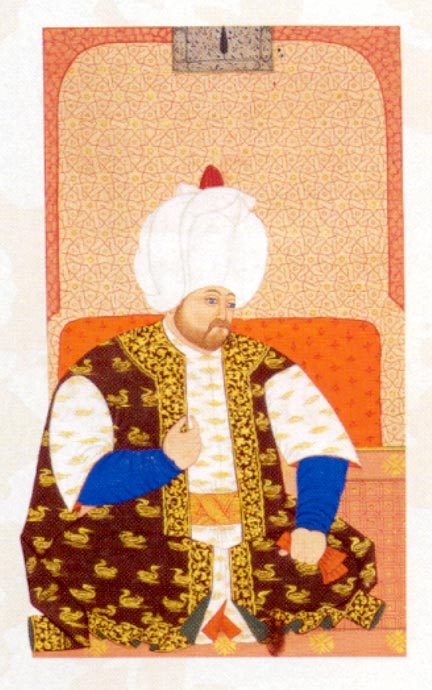
Селим II в османском императорском тюрбане
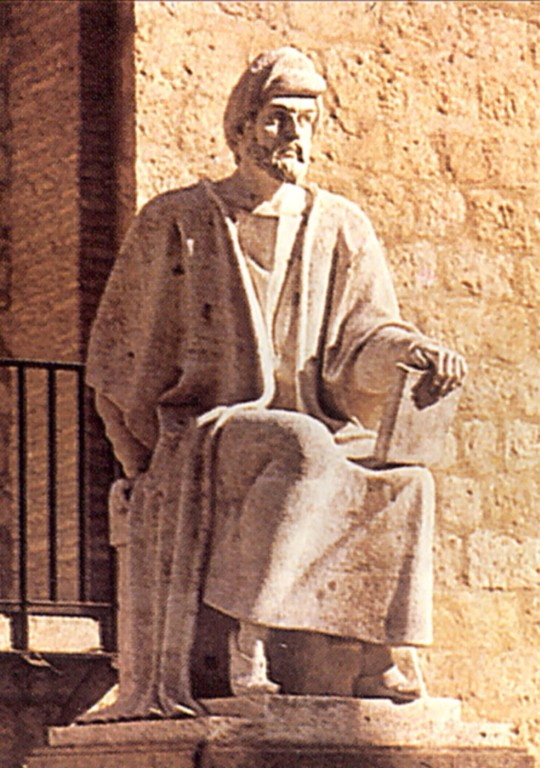
Ибн Рушд (Аверроэс) — мусульманский полимат из Испании
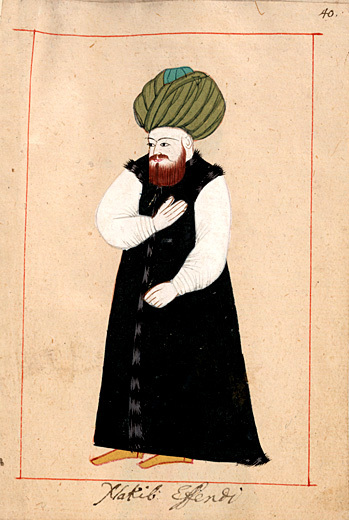
В Османской империи многочисленные потомки Мухаммада сформировали дворянство с привилегией носить зелёные тюрбаны
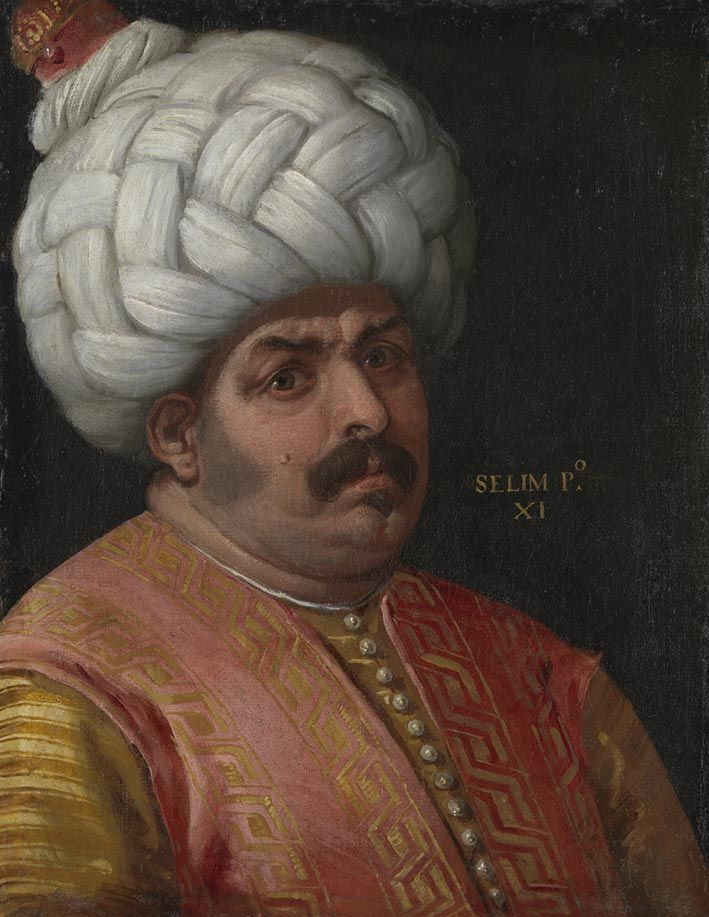
Паоло Веронезе, XVI век, портрет султана Селима I, на голове — тюрбан, который завязан «турецким» узлом